# مايك جاكسون (منتج أفلام)
مايك جاكسون (بالإنجليزية: Mike Jackson)‏ هو منتج أفلام أمريكي، ولد في 12 مارس 1972 في وينوود ‏ في الولايات المتحدة.

## وصلات خارجية
- مايك جاكسون على موقع IMDb (الإنجليزية)
- مايك جاكسون على موقع قاعدة بيانات الفيلم (الإنجليزية)